# Matthew Bingley
Matthew Bingley, född 16 augusti 1971, är en australisk tidigare fotbollsspelare.
Matthew Bingley spelade 14 landskamper för det australiska landslaget. Han deltog bland annat i Oceaniska mästerskapet i fotboll 1996 och Fifa Confederations Cup 1997.